# Damanganga
Die Damanganga (Gujarati: દમણગંગા Damaṇgaṅgā [ˌd̪ʌmʌɳˈɡʌŋɡɑː], auch: Daman Ganga) ist ein ca. 131 km langer Küstenfluss im Westen Indiens.

## Verlauf
Die Damanganga entspringt in den nur dünn besiedelten Bergen der Westghats im Distrikt Nashik im Bundesstaat Maharashtra in einer stark von den jeweiligen Regenfällen abhängigen Höhenlage. Von dort verläuft sie zunächst in westlicher, später dann in nordwestlicher Richtung und durchfließt den ehemals von Portugal kontrollierten Distrikt Dadra und Nagar Haveli. Nachdem sie für einen kurzen Abschnitt in das Gebiet Gujarats eingetreten ist und südwestlich an der Stadt Vapi vorbeigeflossen ist, mündet sie bei der Stadt Daman, der Hauptstadt des Unionsterritoriums Dadra und Nagar Haveli und Daman und Diu, in das Arabische Meer.

## Stauseen
An ihrem Mittellauf ist die Damanganga zum Madhuban-Stausee aufgestaut.

## Verschmutzung
Nordwestlich der Industriestädte Silvassa und Vapi ist der Fluss stark mit Abwässern aller Art belastet.